# Kanton Limoges-La Bastide
Kanton Limoges-La Bastide is een voormalig kanton van het Franse departement Haute-Vienne. Kanton Limoges-La Bastide maakte deel uit van het arrondissement Limoges. Het werd opgeheven bij decreet van 20 februari 2014, met uitwerking op 22 maart 2015.

## Gemeenten
Het kanton Limoges-La Bastide omvatte enkel een deel van de gemeente Limoges.